# Tomáš Řepa
Tomáš Řepa (* 16. července 1977 Praha) je český historik architektury.

## Životopis
Na Filozofické fakultě Univerzity Palackého v Olomouci vystudoval teorii a dějiny výtvarného umění. V odborné praxi se podílel na tvorbě série Industriálních topografií, a to pro Pardubický kraj (2012), Královéhradecký kraj (2012), Olomoucký kraj (2013), Plzeňský kraj (2013) a Kraj Vysočinu (2014). Píše také regionální literaturu, v níž se zaměřuje na kaple Božího hrobu, jako například ve Slaném apod. O této své oblasti bádání také přednáší, například na Slánské akademii volného času. Dále se věnuje vedení vycházek zaměřených na architekturu, jako kupříkladu roku 2016 v rámci Dne architektury prováděl zájemce po vycházce nazvané „Rokoska – stará a nová“, během níž účastníkům představoval architektonicky zajímavé domy v oblasti pražských Holešoviček. Ve spolupráci s psychiatrickou nemocnicí v Bohnicích pořádá pravidelné přednášky o historii, architektuře a urbanismu areálu. V roce 2019 publikoval dosud neznámé a pravděpodobně jediné dochované plány dnes již zaniklého kláštera v bavorské Taxe a také jedno z nejstarších zobrazení tamní poutní kaple, o jejíž podobě se pouze spekulovalo. Plány i rytina kaple od augustiniána otce Jindřicha (Pater Henricus) jsou uloženy v pražském Národním archivu.